# Бобренев монастырь
Богоро́дице-Рожде́ственский Бобренев монасты́рь — мужской монастырь Коломенской епархии Русской православной церкви, расположенный в селе Старое Бобре́нево (в 3 км от Коломны) Коломенского района Московской области.

## Возникновение
Документально монастырь известен с 1578 года. Обстоятельства и время его основания достоверно неизвестны.
Наиболее популярной, особенно в последнее время, является история о том, что основал его воевода Боброк (командир засадного полка в Куликовской битве). По возвращении с Куликова поля в Коломну великий князь Дмитрий Иванович Донской дал обет построить святую обитель в честь праздника Рождества Богородицы (день победы над Мамаем). На следующий год этот обет был исполнен.
По другой версии, монастырь основал раскаявшийся разбойник Бобреня. Этимологи указывают на вероятность происхождения топонима от имени основателя — Бобрень или Бобреня (уменьшительное от «бобр»).
Монастырь был основан не в Коломне, а на противоположном берегу Москвы-реки. Он стал «сторожем» Коломны и предположительно участвовал в обороне Москвы как звено заградительной линии на юго-востоке (хотя до конца XVI века ни разу не упоминается ни в одном документе).

## История

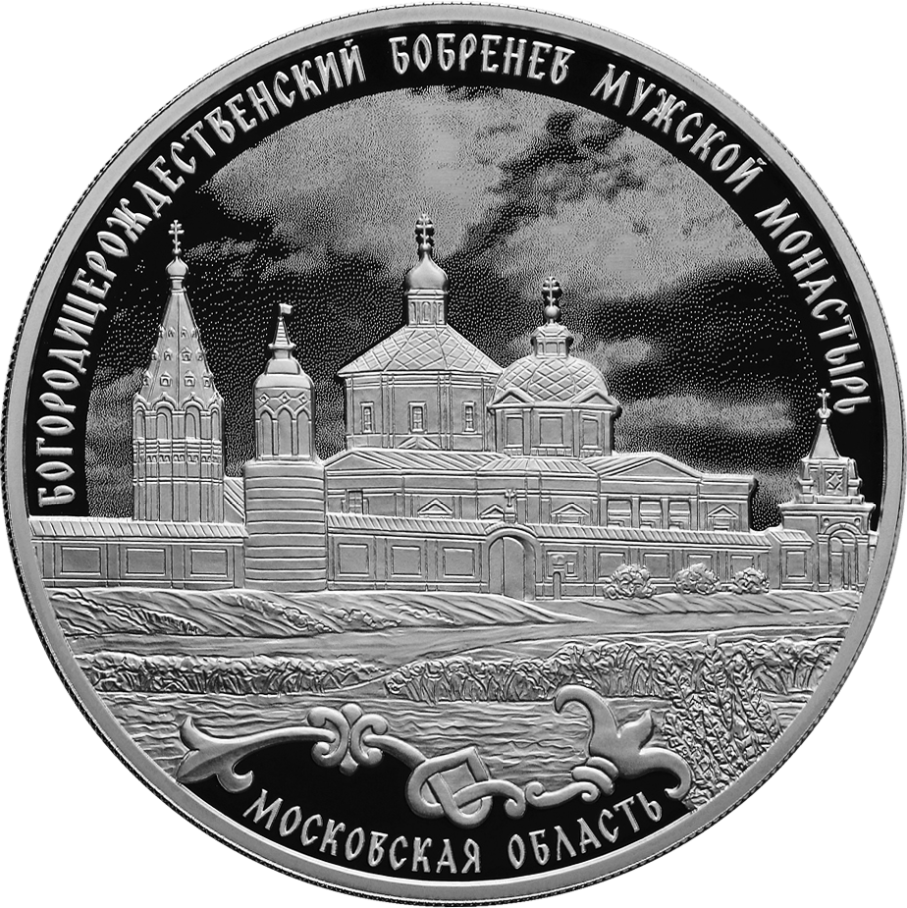
Монета Банка России. Серия: Памятники архитектуры России. Богородицерождественский Бобренев мужской монастырь, Московская область. 3 рубля, серебро, реверс, пруф.

Соборный храм, упомянутый в 1654 году Павлом Алеппским, к началу XVIII века изрядно обветшал. Офицерские описи 1763 года сообщают о начатом ещё в 1757 году строительстве нового кирпичного собора. Вторая монастырская церковь — Входоиерусалимская — сохранила в XVIII веке свой древний облик трапезной с шатровым храмом. Та же офицерская опись указывает на ещё одно каменное сооружение — Святые ворота, всё остальное было деревянное.
В 1790 году при епископе Коломенском Афанасии вместо существующего храма воздвигнута церковь новой архитектурной формы в два этажа с трапезною вверху — церковь во имя Алексия человека Божия. Затем выстроены были игуменские покои и архиерейский дом, который в летнее время служил дачей коломенского архиерея.
В 1800 году, по перенесении Коломенской архиерейской кафедры в Тулу, оставшийся свободный архиерейский дом в Коломне митрополитом Платоном был обращён в Троицкий Ново-Голутвин мужской монастырь, в который были переведены иноки из Старо-Голутвина монастыря, и в то же время к сему последнему был приписан Бобренев монастырь со всеми прилежащими угодьями.
В 1830 году построенный в 1790 году храм из двухэтажного переделан в одноэтажный, главный престол — Рождества Пресвятой Богородицы — перенесён вниз, верхний этаж был выломан и окна заложены, престол Алексия человека Божия упразднён. Поскольку храм этот был холодным, то для зимнего служения в трапезной были устроены два придела: справа — в честь Казанской, а слева — в честь Феодоровской икон Божией Матери.
В 1850 году Бобренев монастырь вновь получил самостоятельность. В 1861 году благотворителем Д. И. Хлудовым, по благословению святителя Филарета, был сооружён на том месте, где существовало и временем уничтожено жилое здание с церковью внутри Входа в Иерусалим, отдельный тёплый храм во имя Феодоровской иконы Божией Матери с двумя приделами: Казанской иконы Божией Матери и преподобного Давида Солунского. Вместо ветхого братского помещения были выстроены два каменных корпуса со всеми надвратными принадлежностями, и сверх этого пожертвована пахотная земля.
Вероятно, во второй половине XIX века появляются хозяйственные постройки монастыря и дополнительная площадь участка, пожертвованная Д. И. Хлудовым, окружается новой каменной оградой, повторяющей архитектурные формы ограды конца XVIII века.
Бобренев монастырь был возведён 29 июля 1865 года на степень самостоятельной обители с тем, чтобы иметь в нём одного настоятеля, одного казначея и 15 человек братии. К концу XIX века в соборе Рождества Богородицы был вызолочен трёхъярусный иконостас резной работы, иконы старинной живописи.

### Новейшая история
На рубеже XIX—XX веков монастырь был известен своей медицинской помощью окрестному населению и коломенским жителям.
Игуменом Варлаамом при Бобреневом монастыре была открыта 14 апреля 1903 года церковно-приходская школа. Вплоть до закрытия обители здесь ежедневно возносились молитвы о воинах, павших на Куликовом поле.
В 1929 году монастырь был закрыт и осквернён: Богородице-Рождественский собор и Феодоровская церковь в течение многих десятилетий использовались как складские помещения для хранения минеральных удобрений. Здания и сооружения стали приходить в упадок. К 1987 году весь монастырь находился в аварийном состоянии, конюшенный и сенной сараи были разобраны, частично сохранились крепостные стены, собор и два братских корпуса.
В 1989—1990 годы Патриарх Пимен, а затем Патриарх Алексий II вели переписку с советом министров РСФСР о передаче монастыря церкви. Как только в марте 1991 года патриарх Московский и всея Руси Алексий II благословил открытие монастыря, там начались ремонтно-восстановительные работы. Реставрацию обители взяла на себя община храма Всех Святых на Соколе во главе со старостой Борисом Кудинкиным. В братском корпусе была сооружена домовая церковь, начата реставрация собора Рождества Богородицы и Фёдоровской церкви.
Первым настоятелем стал игумен Игнатий (Крекшин), ученик Александра Меня. Вместе с ним братию обители составили иеромонах Амвросий (Тимрот), иеромонах Филипп (Симонов) и иеродиакон Димитрий. 18 июля 1992 года первую Божественную литургию в возрождавшейся обители совершил митрополит Крутицкий и Коломенский Ювеналий. 4 сентября 1992 года Борис Кудинкин скончался; средства, выделявшиеся им для восстановления монастыря, иссякли. В день Святого Духа 7 июня 1993 года монастырь посетил патриарх Алексий II.
По воспоминаниям диакона Александра Занемонца, «Монастырь был основан чадами о. Александра Меня, так что открытость миру и инославным христианам была важной частью идентичности монашеской общины, что вполне поддерживалось и его архиереем — митрополитом Ювеналием, многие годы связанным с экуменическим служением Русской Православной Церкви. Говорят, что о. Игнатий примером для своего монастыря видел французскую общину Тезе, главным для которой является молодёжное служение и служение примирения христиан. Самим бобреневским отцам было тогда немногим более 30… <…> В девяностые годы монастырь постепенно отстраивался и восстанавливался, нёс приходское служение, как и многие другие русские монастыри. Большинство прихожан были жителями Коломны. Приезжала и московская молодёжь. Отцы монастыря были среди первых преподавателей Коломенского духовного училища, превратившегося со временем в Коломенскую семинарию <…> к середине девяностых, монастырь — вместо расцвета — стал клониться к упадку. <…> В 1998 г. о. Игнатий был отстранён от игуменства, и он сам, и вся община вместе с ним покинули стены монастыря».
В 1998 году назначен новый игумен — Игнатий (Жидков), изменивший как внешний облик монастыря, так и его внутреннюю жизнь. Именно при нём обитель стала быстро восстанавливаться. Тем не менее, не удавалось восстановить монастырский комплекс, большая часть которого находилась в руинах.
В 2017 году монастырь был включен в программу «Культура Подмосковья», были проведены проектные работы и в 2019 году началось восстановление главного собора. 22 сентября 2020 года, в день памяти святых праведных богоотец Иоакима и Анны, митрополит Ювеналий (Поярков) совершил великое освящение восстановленного собора Рождества Пресвятой Богородицы.
2 февраля 2021 года Банк России выпустил памятную серебряную монету номиналом 3 рубля «Богородицерождественский Бобренев мужской монастырь, Московская область» серии «Памятники архитектуры России».
23 октября 2023 года игуменом монастыря назначен иеромонах Иоанн (Железнов), 15 мая 2025 года освобождён от должности в связи с переводом в другой монастырь.

## Современность

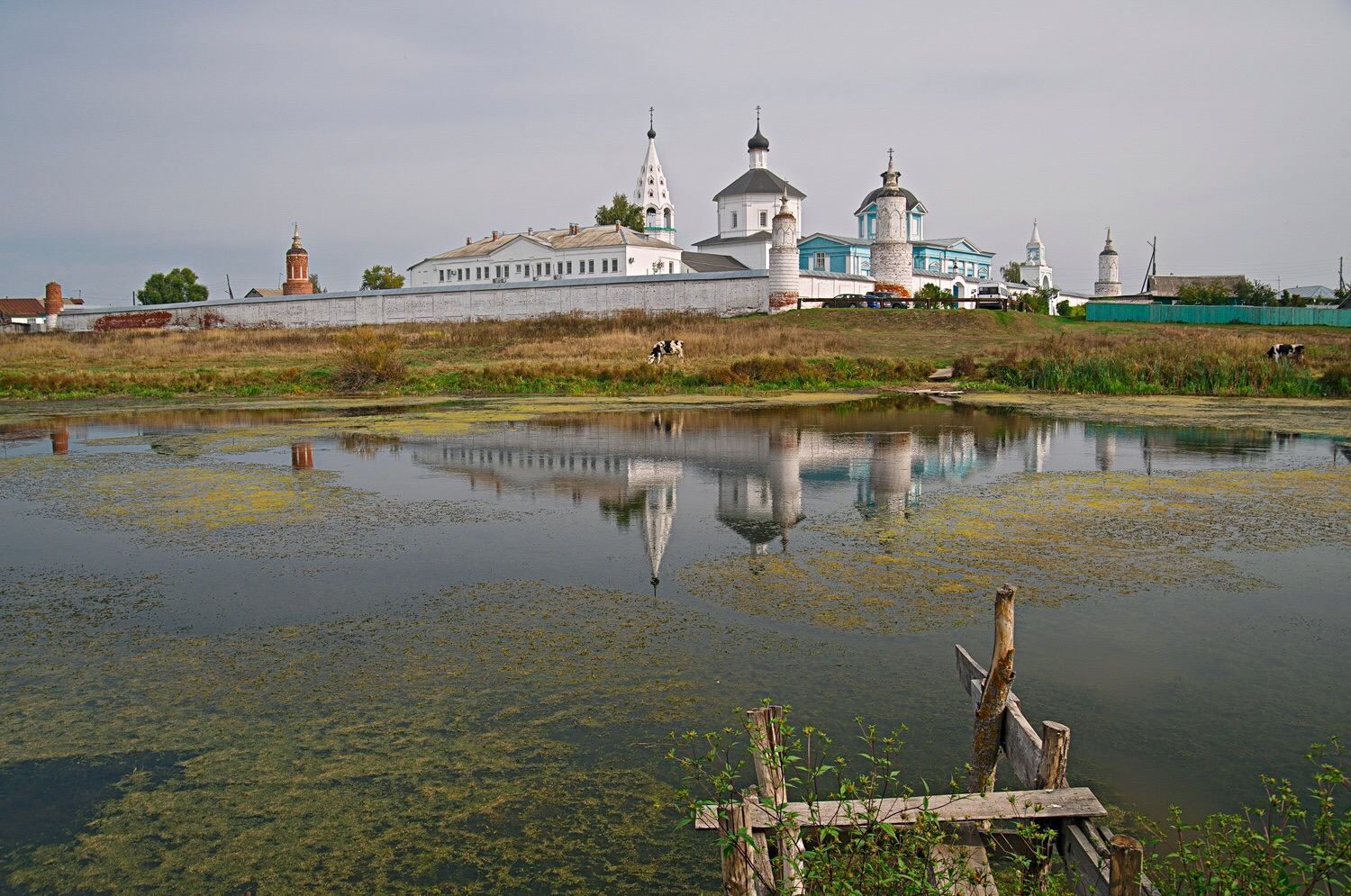
Бобренев монастырь в 2014 году

С 2013 года по 2023 год наместником монастыря являлся игумен Петр (Дмитриев). Реставрационные работы продолжаются. Действует воскресная школа, ведется активная церковно-краеведческая работа. В 2014 году при монастыре учреждено Общество любителей церковной истории имени священноисповедника Феодосия, епископа Коломенского — местное отделение Союза краеведов России с 2016 года.
Святынями монастыря считаются: Фёдоровская икона Божией Матери, крест с частицей Животворящего Креста Господня,
икона с частицей мощей святителя Спиридона Тримифунтского, икона преподобного Сергия Радонежского, Владимирская икона Божией Матери.

## Архитектура

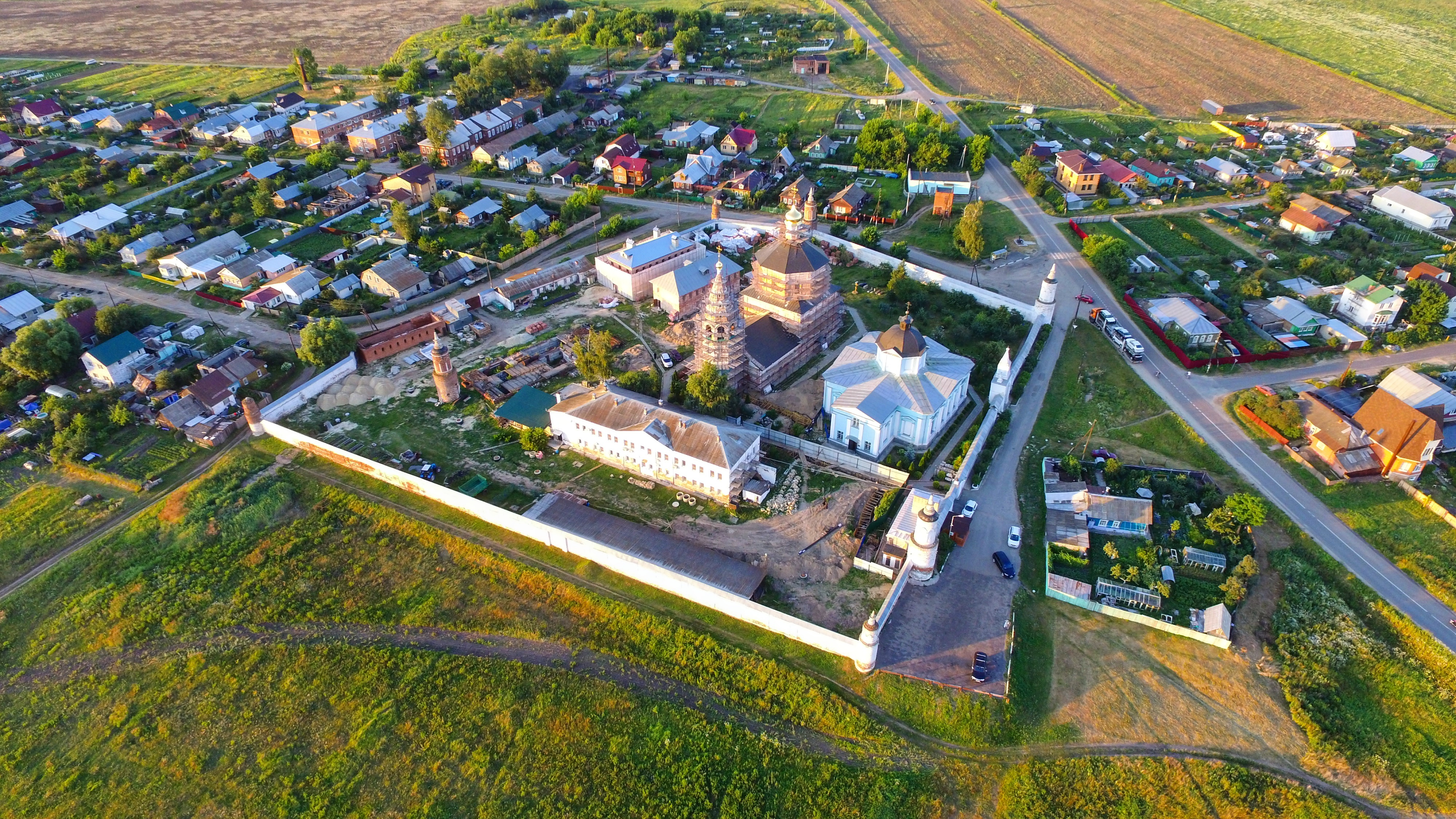

Двухэтажная соборная церковь Рождества Богородицы строилась с 1757 по 1790 годы. 
Восьмигранная, увенчанная шатром колокольня на квадратном основании типологически восходит к образцам XVII века, однако трактовка архитектурных форм и барочные детали позволяют её считать современной собору.
Настоятельский корпус представляет собой двухэтажное кирпичное здание. Первый этаж принадлежит архиерейскому дому конца XVIII века, верхний надстроен в 1861 году. Двухэтажный келейный корпус сложен из кирпича. Нижний этаж относится к игуменским кельям конца XVIII века, верхний — сооружён 1861 году. Одноэтажный келейный и конюшенный корпуса — скромные кирпичные здания, интересные формой оконных и дверных проёмов с треугольным верхом.
Стены Бобренева монастыря выстроены в стиле русской готики, вероятно по проекту Матвея Казакова.
Нарядное убранство белоснежных башен на фоне краснокирпичных стен придаёт им большую декоративность. Ограда с западной и северной сторон монастыря возведена в середине XIX века с воспроизведением характера архитектуры XVIII века.